# Rancid (album, 1993)
Ne doit pas être confondu avec Rancid (album, 2000).
Albums de Rancid
-- Let's Go
(1994)
Rancid est le premier album studio du groupe de punk rock californien Rancid sorti deux ans après la sortie d'un EP. Il est l'unique album du groupe sur lequel n'apparaît pas Lars Frederiksen.

## Liste des pistes
Toutes les chansons ont été écrites par Freeman et Armstrong excepté Outta My Mind et Union Blood.
1. Adina – 1:40
2. Hyena – 2:55
3. Detroit – 2:24
4. Rats In The Hallway – 2:22
5. Another Night – 1:53
6. Animosity – 2:25
7. Outta My Mind (Tim Armstrong, Eric Dinnwitty, Matt Freeman) – 2:23
8. Whirlwind – 2:15
9. Rejected – 2:12
10. Injury – 2:06
11. The Bottle – 2:05
12. Trenches – 2:04
13. Holiday Sunrise – 1:46
14. Unwritten Rules – 1:42
15. Union Blood (Eric Din, Eric Rader) – 2:04
16. Get Out Of My Way – 1:59